# Château du Champ-de-la-Pierre
Le château du Champ-de-la-Pierre est une demeure relevé au XVIIe siècle qui se dresse sur le territoire de la commune française du Champ-de-la-Pierre, dans le département de l'Orne, en région Normandie.
Le château est partiellement inscrit aux monuments historiques.

## Localisation
Le château est situé, sur le territoire de la commune du Champ-de-la-Pierre, avoisinant au sud l'église Saint-Pierre, dans le département français de l'Orne.

## Historique
Le château est relevé au XVIIe siècle par Germain Ricœur de Bâmont, maître de forges, puis agrandi et remanié après la Révolution.
En 1998, il était la possession du comte Hubert d'Andigné.

## Description
Devant le château se développe un parc paysager, tracé à travers des vallonnements  boisés, que coupe un vaste étang.
Le parc a obtenu le label de Jardin remarquable du ministère de la Culture.

## Protection aux monuments historiques
Les façades et toitures de l'ensemble des bâtiments, à l'exclusion des parties modernes de la ferme attenante au château ; les murs de clôture du parc, avec leurs piliers et leurs portes ; le parc, tel qu'il figure sur le plan joint à l'arrêté, comprenant notamment : au nord du château, l'herbage situé entre le château et le t la voie communale no 3 de l'Aigle à Falaise, non compris la nouvelle église ; à l'est du château, le parterre, le nouveau potager et son bassin, l'ancien potager, ses murs de clôture, sa fontaine et ses escaliers, les jardins du presbytère ; au sud du château, les terrains dépendant de la ferme, l'ancien verger et sa contre-allée, le tapis vert, l'herbage reliant les potagers à l'étang de la Fenderie et la butte des émigrés, l'avenue reliant le château à l'étang de la Fenderie, le petit bois, ses allées, ses terrasses et ses fabriques, le temple, l'oisellerie, la grotte du petit bois, la grotte des rochers, les ponts, les embarcadères, la salle verte, la petite île, l'île des deux frères et sa chaumière, l'étang de la Fenderie ; à l'ouest du château, la grande avenue, l'île appelée Le Rendez-Vous avec son canal, les vestiges de ses ponts-tournants, son obélisque, les terrains situés entre l'île et la grande avenue, l'étang du moulin sont inscrits au titre des monuments historiques par arrêté du 22 mars 1993.